# کارکس ماریپسانا
کارکس ماریپسانا (نام علمی: Carex mariposana) نام یک گونه از سرده جگن است.